# Eugenia ehrenbergiana
Eugenia ehrenbergiana är en myrtenväxtart som beskrevs av Otto Karl Berg. Eugenia ehrenbergiana ingår i släktet Eugenia och familjen myrtenväxter. Inga underarter finns listade i Catalogue of Life.